# Narrenzunft Überlingen

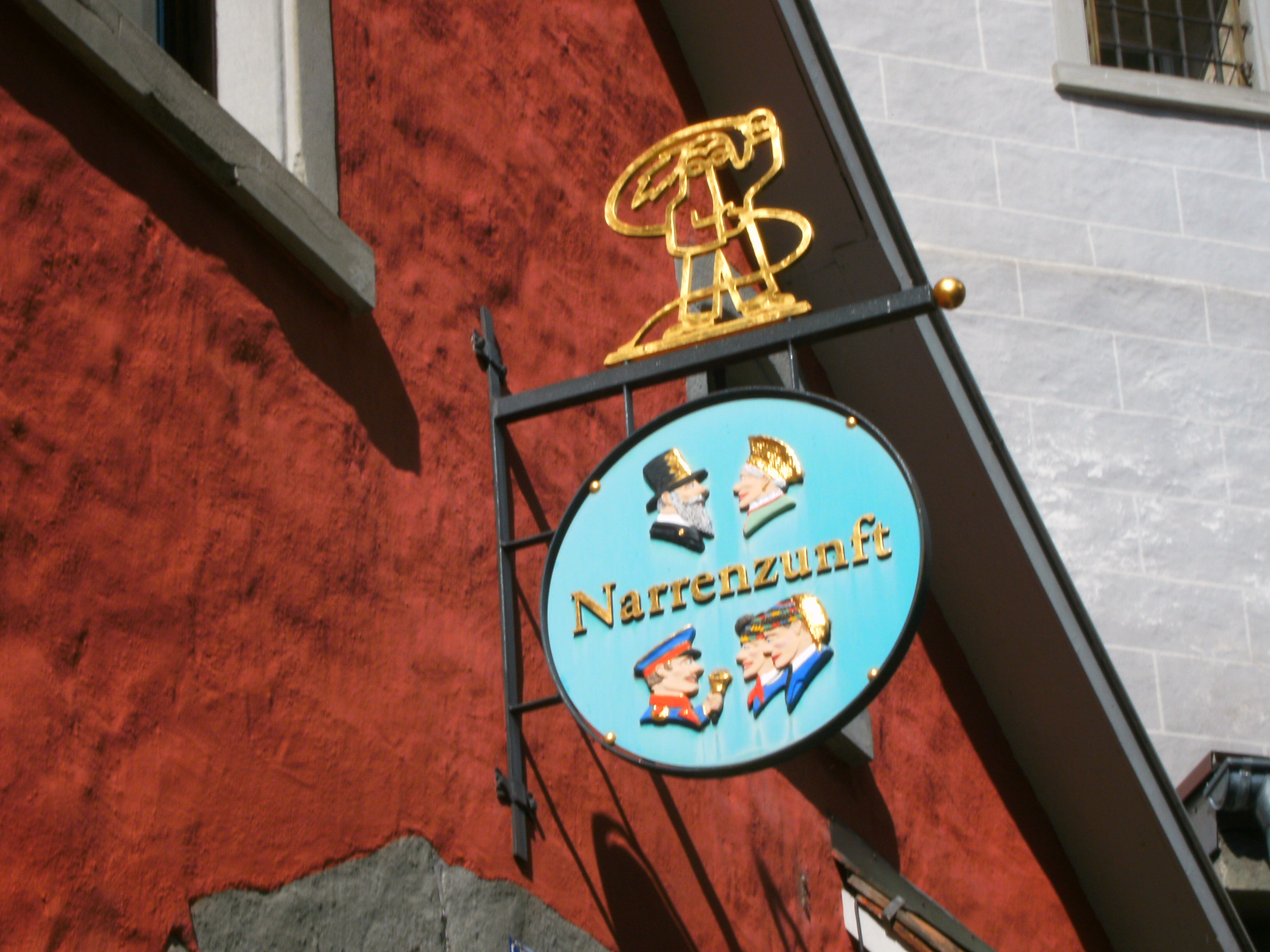
Überlingen: Schild am Gebäude der Narrenzunft Überlingen

Die Narrenzunft Überlingen e. V. (NZÜ) ist eine Narrenzunft und wird satzungstechnisch als Kulturverein geführt. Die Aufgabe als gemeinnütziger, eingetragener Verein ist die Wahrung der Jahrhunderte alten Traditionen und die Ausrichtung der Fasnet in Überlingen.
Die Präambel der Zunftsatzung lautet: Die Narrenzunft Überlingen e. V. gibt sich die Aufgabe das traditionelle Kulturgut des alemannischen Kulturkreises, speziell der Überlinger Fasnacht, gemäß den jahrhundertealten Überlieferungen zu erhalten, zu fördern, im Bewusstsein der Bevölkerung zu verankern und diese für die Nachwelt zu bewahren.

## Organisation
In die Narrenzunft integriert sind die Hänselezunft Überlingen (HZÜ) als Unterabteilung und die Zimmermannsgilde.
Die Vorstandschaft besteht aus: 1. der Narrenmutter, die die Narrenzunft Überlingen nach außen vertritt. 2. dem Narrenvater in stellvertretender Funktion. 3. dem Säckelmeister und 4. dem Narrenschreiber. Zum Gesamtvorstand gehören dazu: Leiter des Narrenkonzerts, Leiter Straßenfasnet, Presserat, Gildenmeister und Hänselevater.

## Geschichte

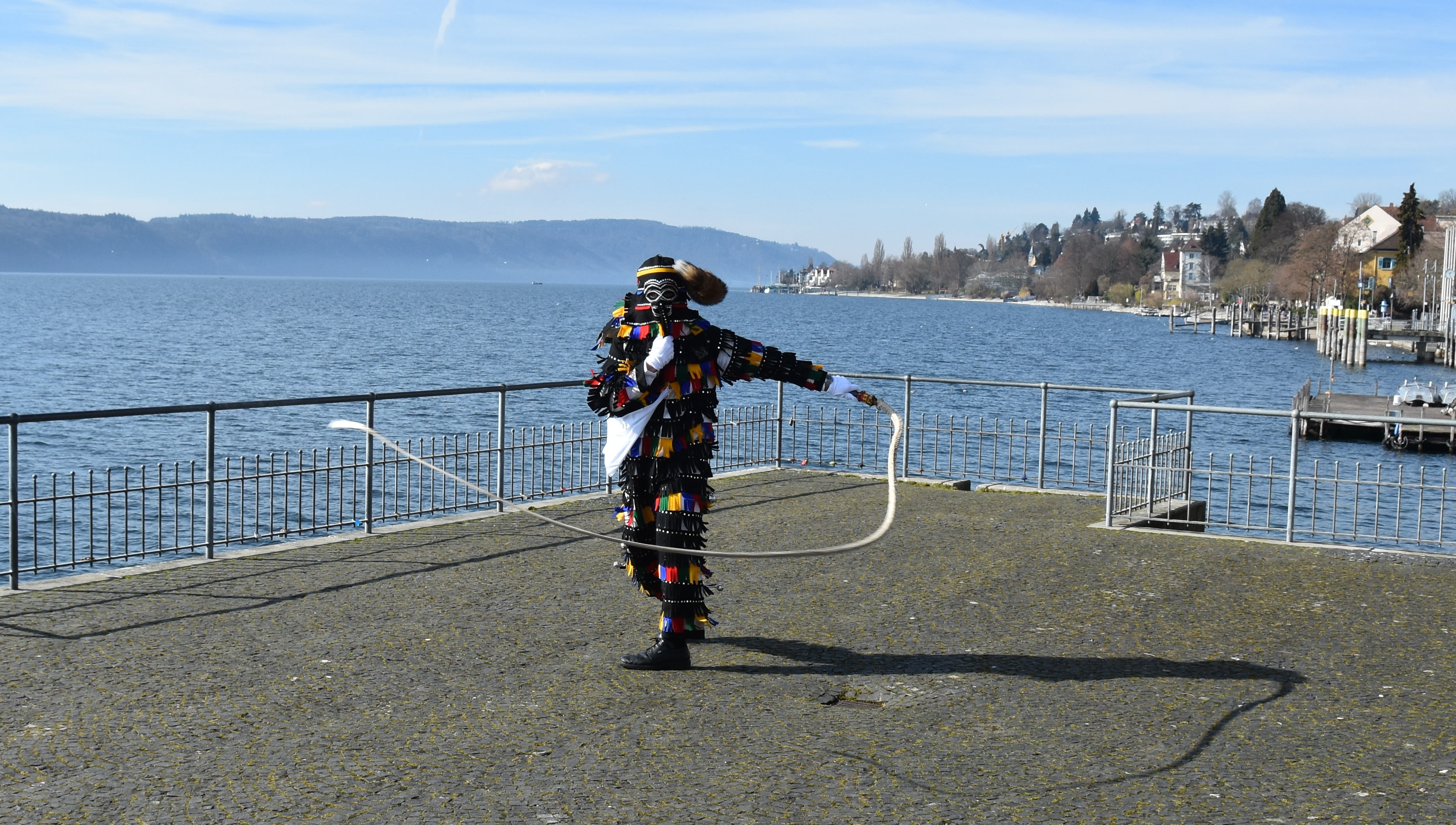
Der Überlinger Hänsele schnellt seine Karbatsche

Bereits im Jahr 1430 ist in den Ratsprotokollen der Stadt Überlingen zu finden, dass Trommler und Pfeiffer für das Spielen an der Fasnacht Geld bekamen. 1496 findet sich, ebenfalls in den Ratsprotokollen der ehemals freien Reichsstadt Überlingen, eine sieben Punkte umfassende Fasnachtsordnung. Die Narrenzunft in ihrer heutigen Form wurde im Jahr 1921 gegründet und ging aus der 1863 gegründeten Gesellschaft Frohsinn hervor. Sie war Mitglied der Vereinigung Schwäbisch-Alemannischer Narrenzünfte, aus der sie 1953 wegen Auseinandersetzungen um die Wahrung der Fasnetstraditionen gemeinsam mit den Narrenzünften aus Elzach und Rottweil austrat. Im Jahr 1954 wurde die Hänselezunft Überlingen (HZÜ) als Abteilung der Narrenzunft Überlingen gegründet. Seit 1963 bilden die Zünfte aus Rottweil, Elzach, Oberndorf und Überlingen den Viererbund.

## Ablauf der Überlinger Fasnet

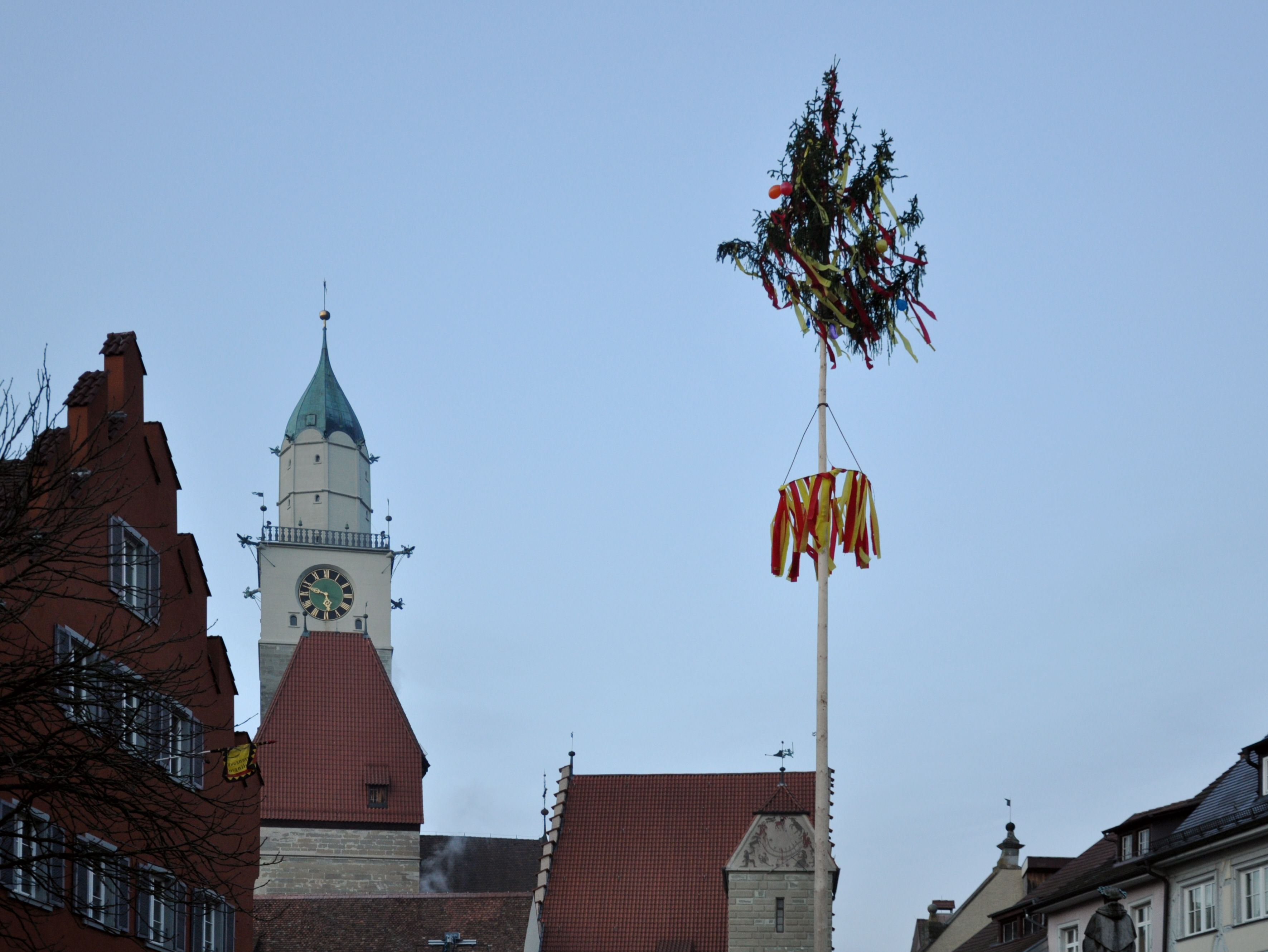
Überlingen, Fasnet, Narrenbaum an der Hofstatt vor dem Hänselejuck 2015

Der erste Umzug der Überlinger Fasnet ist der Laternenumzug am 11. November. Am 6. Januar findet das Einschnellen statt. Weitere Höhepunkte sind das Narrenbaumsetzen am Schmotzigen Donnerstag, der Hänselejuck am Fasnetssamstag, der große Umzug am Fasnetssonntag und der Hemdglonckerumzug am Fasnetsmontag.

## Figuren der Überlinger Fasnet

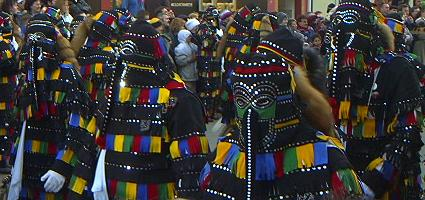
Überlinger Hänsele

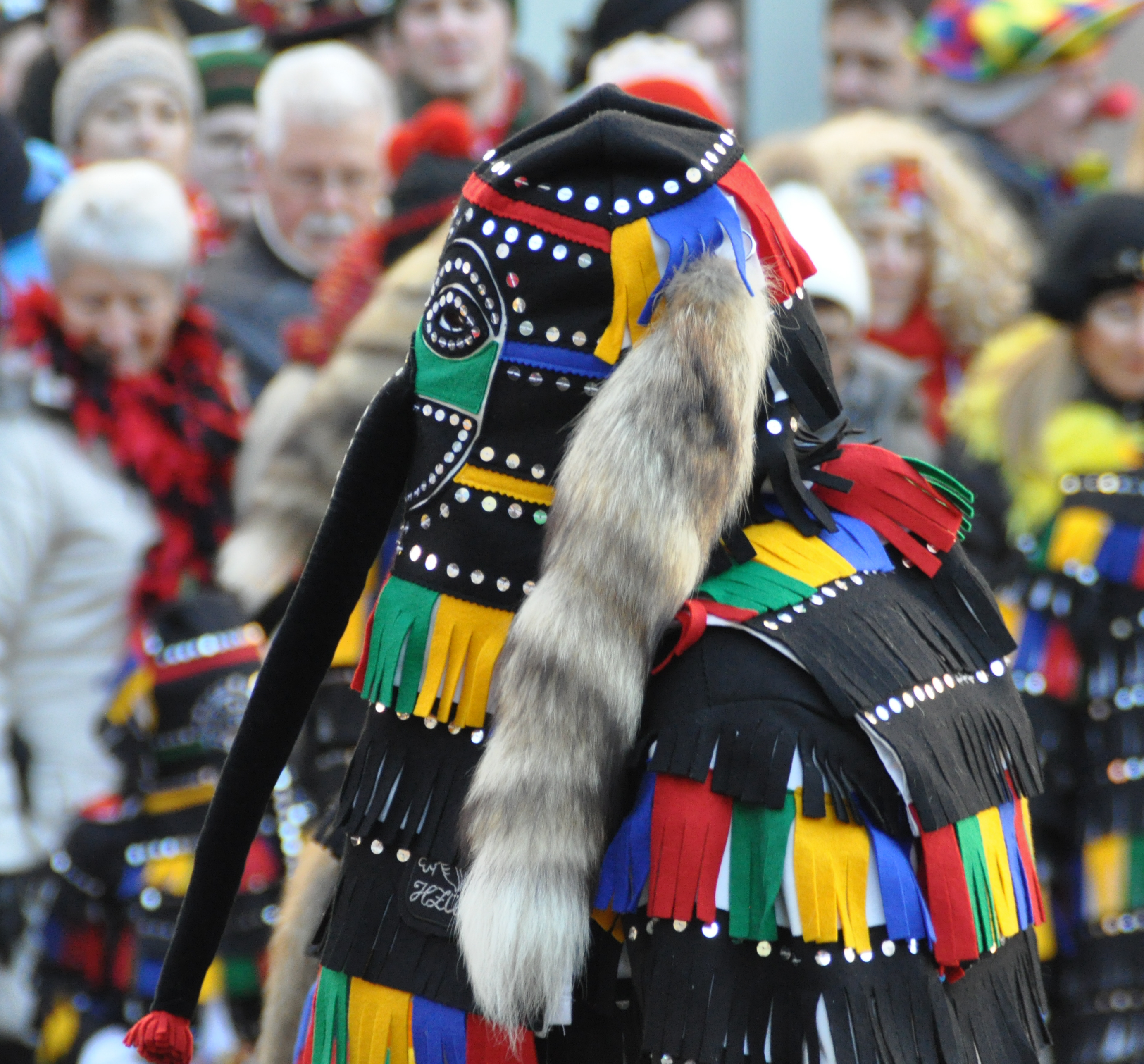
Hänsele

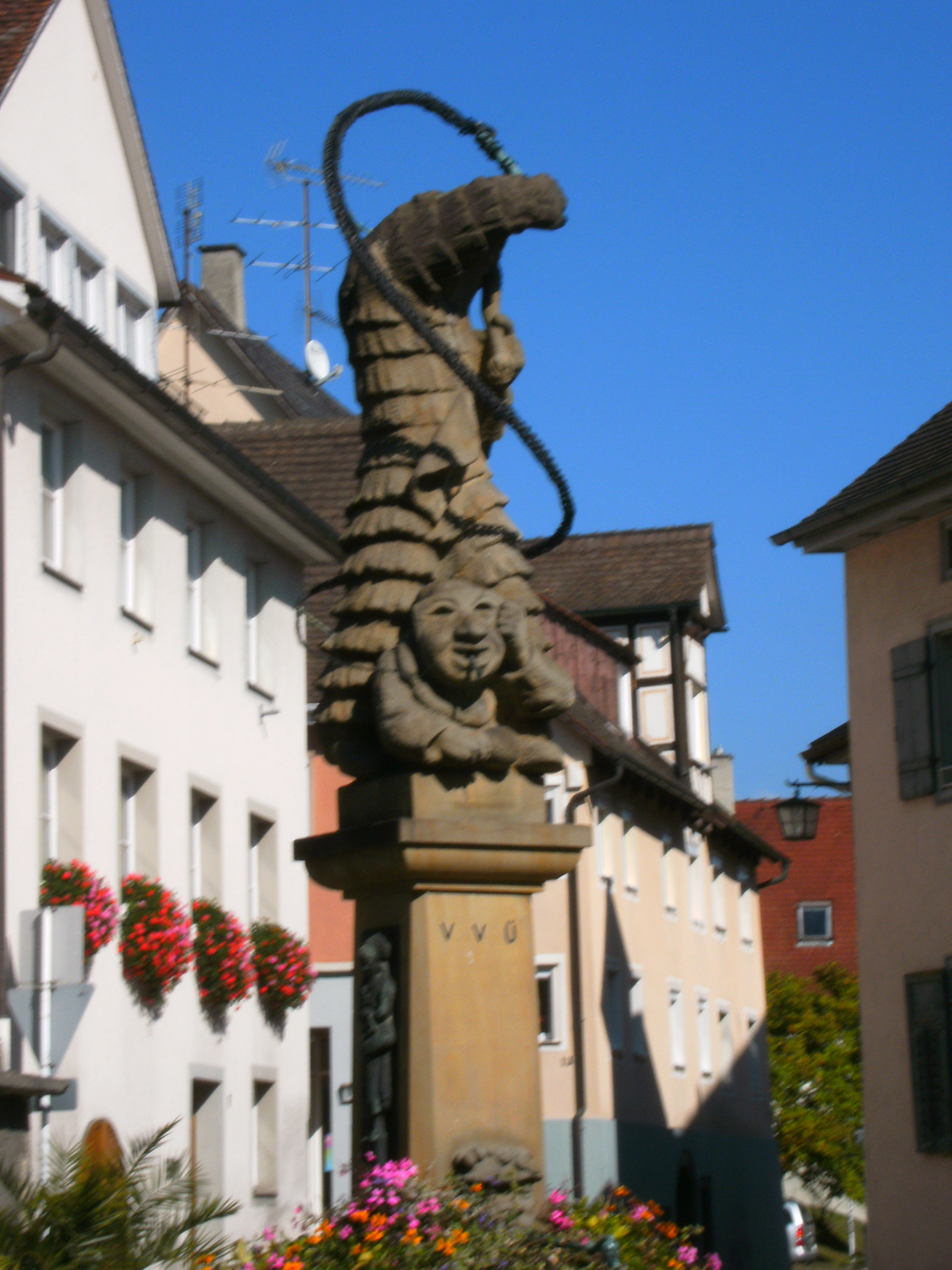
Überlingen: Hänselebrunnen. Detail

Hauptfigur der Überlinger Fasnet ist der Überlinger Hänsele. Der Hänsele ist ein so genannter Blätzlenarr. Sein Narrenhäs besteht aus einer Kappe mit einem Rotfuchsschwanz, einem Anzug aus Leinen, auf das in Streifen geschnittene Filzplätzchen aufgenäht sind. Drei Reihen schwarzer Streifen werden durch eine Reihe bunter Streifen in der Farbfolge rot-grün-gelb-blau unterbrochen. Der Hänsele trägt weiße Handschuhe, ein weißes Schweißtuch, schwarze Strümpfe, schwarze Schuhe und eine Karbatsche. An den Hosen sind auf der linken und der rechten Außenseite jeweils drei oder vier Glocken untereinander befestigt. Der Hänselebrunnen in Überlingen erinnert das Jahr über an diese Fasnetsfigur.
Weitere Narrenfiguren sind die Narreneltern, der Hänselevater, die Narrenräte, die Zunftgesellen und die Narrenpolizisten.

## Weitere Narrenvereine in Überlingen
Die Fasnetsgruppe „Alte Wieber“ wurde 1983 gegründet und 1992 als Verein eingetragen.
Am 11. November 1995 wurde der Narrenverein „Der Überlinger Löwe“ als Verein nur für Frauen gegründet. Ins Vereinsregister wurde er am 24. Oktober 2001 eingetragen.
Jüngster Narrenverein in Überlingen sind die seit 1999 existierenden „Altwieberich Überlingen e. V.“.